# Alloxysta luteipes
Alloxysta luteipes is een vliesvleugelig insect uit de familie van de Figitidae. De wetenschappelijke naam van de soort is voor het eerst geldig gepubliceerd in 1969 door Ionescu.